# Фінал кубка Англії з футболу 1936
Фінал кубка Англії з футболу 1936 — 61-й фінал найстарішого футбольного кубка у світі. Учасниками фіналу були «Арсенал» і «Шеффілд Юнайтед». Володарем кубкового трофею став «Арсенал».

## Шлях до фіналу
| «Арсенал»         | «Арсенал» | «Арсенал»                               | Раунд           | «Шеффілд Юнайтед»   | «Шеффілд Юнайтед» | «Шеффілд Юнайтед»                       |
| ----------------- | --------- | --------------------------------------- | --------------- | ------------------- | ----------------- | --------------------------------------- |
| Суперник          | Результат | Матчі                                   |                 | Суперник            | Результат         | Матчі                                   |
| «Бристоль Роверз» | 5—1       | 5—1 на виїзді                           | Третій раунд    | «Бернлі»            | 2—1               | 0—0 на виїзді, 2—1 вдома (перегравання) |
| «Ліверпуль»       | 2—0       | 2—0 на виїзді                           | Четвертий раунд | «Престон Норт-Енд»  | 2—0               | 0—0 на виїзді, 2—0 вдома (перегравання) |
| «Ньюкасл Юнайтед» | 6—3       | 3—3 на виїзді, 3—0 вдома (перегравання) | П'ятий раунд    | «Лідс Юнайтед»      | 3—1               | 3—1 вдома                               |
| «Барнслі»         | 4—1       | 4—1 вдома                               | Шостий раунд    | «Тоттенгем Готспур» | 3—1               | 3—1 вдома                               |
| «Грімсбі Таун»    | 1—0       | 1—0 на нейтральному полі                | 1/2 фіналу      | «Фулгем»            | 2—1               | 2—1 на нейтральному полі                |

## Матч
| 25 квітня 1936 |

| Арсенал   | 1:0      | Шеффілд Юнайтед |
| --------- | -------- | --------------- |
| Дрейк 74' | Протокол |                 |

| Вемблі, Лондон Глядачів: 93 384 Арбітр: Гаррі Наттрасс |

|  |  |

|                  |  |                  |  |
|                  |  |                  |  |
| В                |  | Алекс Вілсон     |  |
| З                |  | Едді Гепгуд      |  |
| З                |  | Джордж Мейл      |  |
| ПЗ               |  | Вілф Коппінг     |  |
| ПЗ               |  | Гербі Робертс    |  |
| ПЗ               |  | Джек Крейстон    |  |
| Н                |  | Кліфф Бастін     |  |
| Н                |  | Алекс Джеймс (к) |  |
| Н                |  | Тед Дрейк        |  |
| Н                |  | Рей Боуден       |  |
| Н                |  | Джо Гюлм         |  |
| Головний тренер: |  |                  |  |
| Джордж Еллісон   |  |                  |  |

|                  |  |                 |  |
|                  |  |                 |  |
| В                |  | Джек Сміт       |  |
| З                |  | Чарлі Вілкінсон |  |
| З                |  | Гаррі Гупер (к) |  |
| ПЗ               |  | Ернест Джексон  |  |
| ПЗ               |  | Том Джонсон     |  |
| ПЗ               |  | Арчі Макферсон  |  |
| Н                |  | Берті Вільямс   |  |
| Н                |  | Джек Пікерінг   |  |
| Н                |  | Джок Доддс      |  |
| Н                |  | Боббі Барклей   |  |
| Н                |  | Гарольд Бартон  |  |
| Головний тренер: |  |                 |  |
| Тедді Дейвісон   |  |                 |  |